# Joseph Lanz
Wolfgang Joseph Lanz (* 20. Jänner 1797 in Michaelnbach; † 9. September 1873 in Wien) war ein österreichischer Komponist und Musiktheoretiker.

## Leben
Joseph Wolfgang Lanz wurde am 20. Jänner 1797 in Michaelnbach als zweiter Sohn des Lehrers Franz Jakob Lanz geboren. Ersten Musik- und Instrumentalunterricht erhielt er von seinem Vater, weiteren Unterricht beim Schulmeister Fischer in Grieskirchen. Im Jahr 1815 trat er als Primär-Violinist im Stift St. Peter in Salzburg ein. Hier entstanden erste Kompositionen, die in der zeitgenössischen Kritik wohlwollende Besprechung fanden. Er erteilte Instrumentalunterricht zum Lebensunterhalt.
Im September 1824 übersiedelte Lanz nach Wien. Er bewarb sich erfolglos am Kärntnertortheater und heiratete Veronika Krzischek. Das Paar wohnte zunächst auf der Wieden. Nach seinen eigenen Angaben hatte er zunehmenden Kontakt mit Franz Schubert. Am 4. November 1828 fand eine gemeinsame Theoriestunde mit Schubert bei Simon Sechter statt. Lanz etablierte sich als Musiklehrer und Musiktheoretiker. Er verfasste theoretische Arbeiten über den sogenannten „Dritten Klang“.
1857 verfasste Lanz seine Autobiographie „Biographische Notizen (auch in Bezug auf meinen freundschaftlichen Verkehr mit Fr. Schubert) für Hr. v. Luib“ mit einem Werkverzeichnis als Anhang. Er starb am 9. September 1873 in Wien.